# Michael Williams (actor)
Michael Williams (9 de julio de 1935 – 11 de enero de 2001) fue un actor teatral, cinematográfico y televisivo inglés. Hasta su muerte fue el marido de la actriz Dama Judi Dench.

## Biografía
Su nombre completo era Michael Leonard Williams, y nació en Liverpool, Inglaterra. Cursó estudios en el St. Edward's College, y en sus comienzos trabajó como agente de seguros.
Su primer trabajo para el cine llegó en 1962, y a partir de entonces actuó con frecuencia en la televisión, destacando la producción Elizabeth R. En el cine británico participó en películas como Educando a Rita (1983) y, junto a Dench, en Enrique V (1989). En esta última interpretó al personaje de su mismo nombre, Michael Williams. En 1967 actuó en Benefit of the Doubt, documental de Peter Whitehead sobre la obra de Peter Brook contraria a la Guerra de Vietnam US, que representaba el propio Brook con la Royal Shakespeare Company.
Entre sus numeroso papeles radiofónicos figura el de George Cragge en In the Red y sus secuelas, y el del Dr. Watson en las adaptaciones que llevó a cabo la BBC de las historias de Sherlock Holmes.
Williams también fue actor de voz para la serie de animación de Woodland Animations y emitida por la BBC Charlie Chalk, creada por Ivor Wood.
Michael Williams se casó con Judi Dench el 5 de febrero de 1971, el mismo año en el cual ambos actuaban en una producción teatral de la pieza de John Webster The Duchess of Malfi. Tuvieron una hija, Tara Cressida Williams (nacida en 1972), y conocida artísticamente como Finty Williams, también actriz. Finty es la madre de Sam Williams (6 de junio de 1997).
Williams fue director del British Catholic Stage Guild durante numerosos años antes de verse incapacitado por su enfermedad. Además, apoyó con entusiasmo el proyecto para construir el American Shakespeare Center en Staunton, Virginia (Estados Unidos), donde una placa recuerda la contribución de Williams para la edificación.
Poco antes de fallecer a causa de un cáncer de pulmón en Londres, a los 65 años de edad, Williams fue nombrado Caballero de la Orden de San Gregorio Magno por el Papa Juan Pablo II por su contribución a la vida católica en el Reino Unido. El galardón le fue oficialmente otorgado en su domicilio el 10 de enero de 2001. Williams falleció al día siguiente.

## Filmografía (selección)

### Televisión
- 1962 : Z Cars (1 episodio)
- 1971 : Elizabeth R
- 1975 : The Hanged Man (8 episodios)
- 1980 : Love in a Cold Climate (8 episodios)
- 1981-1984 : A Fine Romance
- 1988 : Double First
- 1993-1994 : Conjugal Rites
- 1997 : A Dance to the Music of Time (2 episodios)
- 1999 : La leyenda mágica de los Leprechauns
- 1999 : Kavanagh QC (1 episodio)

### Cine
- 1967 : Marat/Sade
- 1968 : Tell Me Lies
- 1972 : Eagle in a Cage
- 1974 : Dead Cert
- 1982 : Enigma
- 1983 : Educando a Rita
- 1988 : Angel Voices
- 1989 : Enrique V
- 1999 : Té con Mussolini

## Radio (selección)
- 1973 : The War Between Men and Women
- 1989-1998 : Sherlock Holmes
- 1995-1996 : Change at Oglethorpe
- 1995-1999 : The George Cragge series
- 1997 : Mansfield Park
- 1998-1999 : Old Dog and Partridge
- 1999-2000 : Bristow

## Teatro (selección)
- 1963 : El sueño de una noche de verano
- 1963 : The Beggar's Opera
- 1963 : El vicario
- 1964 : El rey Lear
- 1964 : La comedia de las equivocaciones
- 1964 : Marat/Sade
- 1964 : The Jew of Malta
- 1965 : Don't Make Me Laugh
- 1965 : Timón de Atenas
- 1965 : Hamlet
- 1966 : Tango
- 1967 : La fierecilla domada
- 1967 : Como gustéis
- 1968 : Troilo y Crésida
- 1970 : London Assurance
- 1971 : El mercader de Venecia
- 1971 : The Duchess of Malfi
- 1971 : Enrique V
- 1972 : Toad of Toad Hall
- 1973 : Content to Whisper
- 1975 : Jingo (1975)
- 1975 : Too True to Be Good
- 1976 :  La comedia de las equivocaciones
- 1976 : Cuento de invierno
- 1977 : Schweik in the Second World War
- 1978 : The Montrous Regiment
- 1981 : A Village Wooing
- 1982 : Quartermaine's Terms
- 1983-1984 : Pack of Lies
- 1984 : Two into One
- 1986-1987 : Mr and Mrs Nobody
- 1990 : Out of Order
- 1995 : La tempestad
- 1996 : The Round Dozen
- 1997-1998 : Brief Lives
- 1999 : The Forest